# Качер, Крис

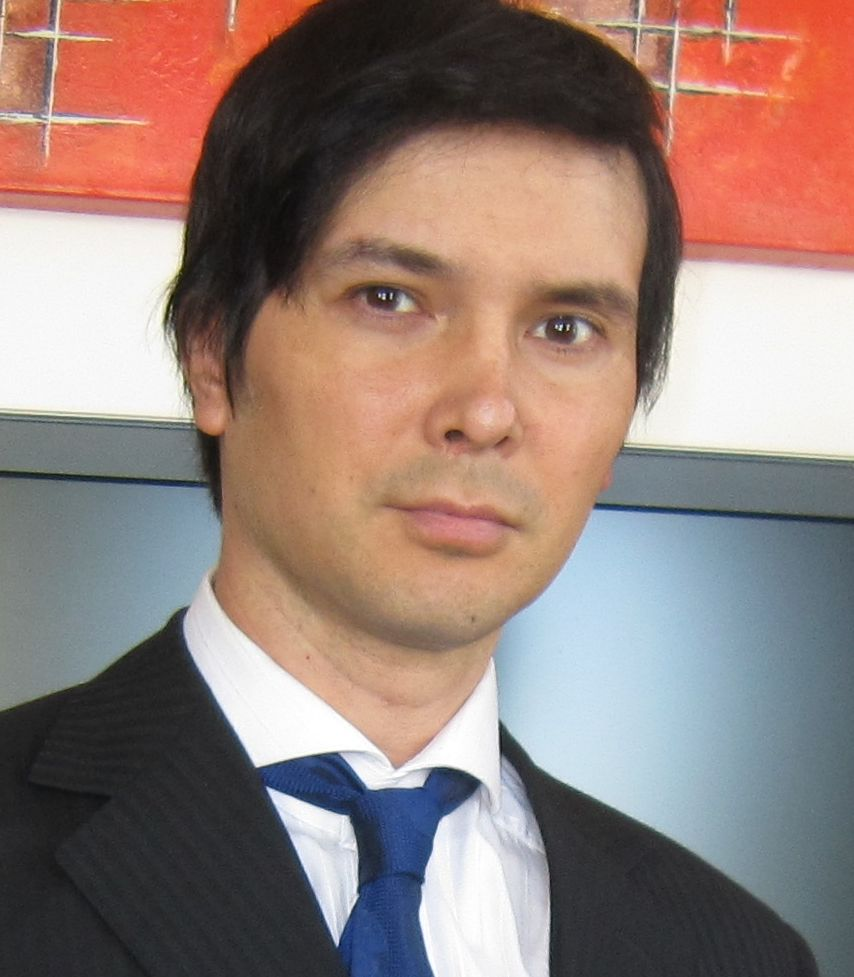
Крис Качер (Chris Kacher)

Крис Качер (англ. Chris Kacher) - американский биржевой инвестор и аналитик, управляющий директор MoKa Investors и соучредитель консультативного сервиса VirtueOfSelfishInvesting.com.
Крис Качер является протеже Уильяма О’Нила. Он известен тем, что достиг чистой прибыли 18,241% за период с 1996 по 2002 год, описав это в своей книге «Trade Like an O'Neil Disciple: How We Made 18,000% in the Stock Market», которая была признана одной из лучших в США книг по трейдингу 2010 года.
В своей книге Крис Качер разработал концепт Pocket Pivot, раннего индикатора изменения направления тренда, успешно используемого индивидуальными трейдерами.
В 2012 году вышла книга «In The Trading Cockpit with the O'Neil Disciples: Strategies that Made Us 18,000% in the Stock Market», в которой Крис Качер вместе со своим партнёром Гилом Моралесом отвечают на вопросы, которые возникли у читателей их первой книги.
В 2015 году в издательстве Wiley & Sons вышла книга Криса Качера и Гила Моралеса «Short-Selling with the O'Neil Disciples: Turn to the Dark Side of Trading».
Перед началом карьеры трейдера Крис Качер получил блестящее образование в области ядерной физики. Он выиграл награду Чарльза Кориэлла, главную награду Американского химического общества для молодых научных сотрудников в области ядерных наук. Обучаясь в Калифорнийском университете в Беркли, работал рядом с такими признанными учёными как Альберт Гиорсо и Гленн Сиборг, сделав свой вклад в подтверждение существования сиборгия и синтез атома дармштадтия. Крис Качер получил доктора философии в 1995 году.
Доктор Крис Качер регулярно появляется на ведущих американских бизнес-медиа, включая CNBC, Reuters и Bloomberg. Совместно с Гилом Моралесом ведёт колонки на финансовых сайтах MarketWatch, Townhall.com, Seeking Alpha, Minyanville и других.